# Хафез
Хадже Шамс ед-Дин Мохамад Хафез-е Ширази (на персийски: خواجه شمس‌الدین محمد حافظ شیرازی) (ок.1325/1326 – 1389/1390) е персийски поет, представител на философско-лирическата поезия, известен с безсмъртните си газели и рубаи. Връх в средновековната персийска поезия, стиховете му и днес се четат и декламират в Иран, а книги с неговото творчество има в домовете на повечето иранци. В училищата на Бухарското ханство от 14 до началото на 20 век стиховете на Хафез са част от задължителното обучение на учениците. Животът на Хафез и творбите му са обект на много анализи, коментари и тълкуване и оказват влияние върху развитието на персийската литература след 14 век. Стиховете на Хафез са преведени на всички европейски и много азиатски езици. В Иран датата 20 мехр по иранския календар (11 октомври) е денят на официалното честване на Хафез.

## Биография
За живота на Хафез липсват достатъчно надеждни източници. Повечето от тях са по-скоро легенди, особено за ранните и юношеските му години, а някои сведения се черпят от неговите стихове. Годините на раждането и кончината му не са безспорни. Със сигурност е известно, че е роден в Шираз. Предполага се, че произхожда от незнатно и небогато семейство на ширазки граждани. Неговият баща Баха ад-Дин Камалидин е търговец на въглища, но така добре декламира Корана, че Шамс ед-Дин Мохамад го обиква от ранното си детството. До осмата си година научава Корана наизуст, за което получава титлата хафъз (пазител на Корана). Години по-късно тази титла (Хафез в персийско произношение, Хафиз в арабско произношение) става негов поетически псевдоним. Шамс ед-Дин Мохамад е още дете, когато бащата умира, оставяйки много дългове. Двамата по-големи братя се отделят от семейството в търсене на препитание, а малолетният Шамс ед-Дин Мохамад остава с майка си. Тя го дава за възпитание в семейство на учител, но човекът, който трябвало да се грижи за момчето, скоро се отказва от задълженията си и го праща да учи занаят в цех за квас. През юношеските си години Хафез работи в пекарна. Покрай работата си, разнасяйки хляб из богатите квартали на Шираз, той се запознава с красива девойка Шахе Набат, в която се влюбва и по-късно посвещава на нея повечето от газелите си. Учи в мактаб и от ранните си години познава произведенията на Руми и Саади, а също на Аттар и Низами.
На 21-годишна възраст става ученик на Аттар в Шираз. Още тогава пише стихове и става поет и четец на Корана в двора на Абу Исхак Инджу, но води скромен живот на дервиш. Предполага се, че участва в суфийски орден (тарика).
През 1353 г. Мубариз Музафар, от династията на Музафаридите, превзема Шираз и става владетел на Фарс. Хафез се присъединява към обкръжението на наследника на престола, шах Шуджа, който е в опозиция на баща си. По това време вместо романтична поезия съчинява политически ангажирани стихове. Когато Мубариз е свален от сина си и хвърлен в тъмница, Хафез отново получава длъжността придворен поет. Събитията по време на управлението на шах Шуджа намират отражение в много от стихотворенията на поета. Въпреки това, почувствал се в опасност, той скоро се оттегля от двора и заминава в доброволно изгнание в Исфахан. Предполага се, че причината да изпадне в немилост са критиките на Хафез към другите поети, от които се засяга и шахът, който също пише стихове. Възможно именно по това време е и неуспешният опит на Хафез да се установи в Язд. По-трудно е да се определи времето на пътуването до Исфахан, което е косвено отразено в две газели. Когато Хафез е на 52 г., шахът го кани да се върне в Шираз.
Сред членовете на мозаферидския двор, влезли в борба за престола след смъртта на шах Шуджа, от симпатиите на поета се ползва само шах Мансур, но той загива в борба с Тимур. На шах Мансур Хафез посвещава поемата „Саки-наме“ и 6 стихотворения. Написва и специална касида с благодарност за включването му (вероятно през 1388 г.) в списъка на чалмоносци („ахле амаме“). Те са духовни лица, които получават специална субсидия („едрарате бумийе“) и по този начин на Хафез се осигурява възможност да не мисли за препитание. Сред датираните съчинения на Хафез стиховете, посветени на шах Мансур, са последни.
Жени се в напреднала възраст и има две деца. Той надживява съпругата си и синовете си. Има данни, че по-малкият син на Хафез, Шах Нуман, се преселва в Индия и е погребан там. Хафез живее много бедно, постоянно изпитвайки недоимък. Няколко пъти е канен от владетелите на Багдад и Индия, но тези пътувания никога не се осъществяват.
Умира на 64 години. Погребват го в градината Мусала в Шираз – място, възпято в неговите стихове. Две години по-късно построяват мавзолей, който през следващите векове многократно се преустройва. Сегашният мавзолей е построен през 1935 г. по проект на френския археолог и архитект Андре Годар (André Godard). Мавзолеят представлява многоъгълен отворен павилион с капители и украшения в стила на сафавидската архитектура. Върху алабастровия надгробен камък са изписани две газели на поета. Около мавзолея има цветна градина, в която под съпровод на музика се декламират стиховете на Хафез. Целият комплекс се нарича Хафезие и е сред забележителности на Шираз. Той се посещава от многобройни поклонници и туристи, за иранците е като светиня, а вярващите мюсюлмани при влизането в мавзолея извършват религиозни ритуали.

## Легенди
За живота на Хафез се разказват различни поетични легенди. Според една от тях Хафез е запленен от красотата на Шахе Набат, девойка от богат род, но той знае, че любовта му е невъзможна. Твърди се, че в желанието си да осъществи съюз с нея той провежда бдение, по време на което среща същество с ненадмината красота, представило се като ангел. По този начин неговите опити за съюз с любимата се превръщат в стремеж на мистично единение с божеството. Подобни аналози в западната литература са Данте Алигиери и Беатриче.
По повод голямата бедност, в която живее Хафез, има една легенда, описваща срещата му с великия владетел Тимур. Самата среща се смята за реално събитие, а легендата разказва за нейното протичане. Тимур мечтае да превърне Самарканд, столицата на своята империя, в център на света и в голяма степен преуспява в това. Работи се за украсяване и на другите градове и Бухара е от най-красивите в империята. Веднъж му предават един стих на Хафез, който описва любовта си, като казва, че за бенката на любимата си е готов да дари Самарканд и Бухара . Разгневеният Тимур нарежда да му доведат поета. Хафез, намерен в бедна колиба, застава пред него, облечен в дрипи. Тимур недоволно казва: „Аз съм покорил почти целия свят, за да украся моите градове Самарканд и Бухара. А ти си готов да ги замениш за една бенка!". Хафез се покланя и смирено отговаря: „Ето виждаш ли, царю, до каква мизерия ме докара моята разточителност“. Тимур, изненадан и поласкан от отговора, изпраща Хафез с хубави дарове.
Според друга легенда поетическата дарба била дадена на Хафез след нощна молитва на гроба на учителя му Аттар. Разказва се също, че на 60 години той организира медитативно бдение с приятелите си. Хафез стои в начертан от него кръг четиридесет дни, когато пред него се явява духът на Атар и му подава чаша вино. Така се отбелязва 40-годишнината от срещата им. Хафез загатва за този епизод в един от своите стихове, където съветва читателя да постигне „яснотата на виното“, като го остави да „престои в продължение на 40 дни“.
Съществува легенда за погребението на Хафез. Участниците в него се разделят на два лагера. Едните смятат, че стиховете му са непристойни и затова не бива да се погребва по каноните на ислямската религия. Другите са на мнение, че Хафез е праведен мюсюлманин и трябва да се предаде на земята по начин, повеляван от обичая. Тъй като и двете групи вярват, че диванът на Хафез е книга за пророчества, те решават да се обърнат към стиховете и така да разрешат спора. Отговорът, който дава книгата, е:
| „ | قدم دریغ مدار از جنازهٔ حافظ که گرچه غرق گناه است، می‌رود به بهشت | “ |

В превод той гласи:
Не отстъпвай от тялото на Хафез
Макар да е потънал в грях, той отива в рая.
И смаяните противници на Хафез млъкват...

## Творчество
В ислямския свят Хафез още приживе получава признание като майстор на газелата. В съвременен Иран неговият сборник от стихове „Диван“ е най-преиздаваната книга на иранската класическа литература. Диванът е издаден посмъртно, но има предположения, че е съставен от самия Хафез. Има много и различни издания, като броят на газелите и другите поетически форми, събрани в тях, варира от 573 до 994. Това разнообразие вероятно се дължи на факта, че след смъртта на поета диванът се разпространява във вид на преписи, в които се включват и имитации на неговите газели.
Първото сериозно издание на дивана на Хафез се появява в Турция през XVI в., когато турския филолог Суди прави опит да възстанови оригиналния вариант на дивана. Неговата редакция се приема за канонична и до XIX в. е основа за повечето европейски преводи. Съвременните текстологични изследвания се правят по открития през 1928 г. ръкопис на дивана, който бил преписан 35 години след смъртта на поета. Според последните ирански издания диванът на Хафез се състои от 418 газели (с обем от 5 до 10 бейта (двустишия)), 5 големи касиди-панегирици, 29 кита (неголеми „стихотворения по случай“), 41 рубаи и 3 епически поеми месневи, като автентичността на някои произведения остава спорна. 
Хафез има решаващ принос за развитието на газела като поетическа форма. В стиховете му могат да се открият някои композиционни похвати на поети от по-ранни епохи. В частност, Хафез заимства езика на газелите си от Саади, но разнообразява тяхното съдържание, включвайки в тях мотиви на Хайям. Той се смята за достоен наследник на Саади и Моулави (Руми) поради умението му да съчетава възвишените лирически и духовни мотиви и майсторството при подбора на думите и техните значения. Смята се, че при Хафез еволюцията на газелата достига своя завършек. Според изследователите на персийската литература Хафез е най-големият персийски поет на XIV в. от гледна точка на стила. Хафез владее изкуството да обединява в стиховете си красотата на израза и красотата на смисъла.  Хафез е известен със съвършените си поетически конструкции, построени върху многозначността на някои думи. Той използва определени литературни похвати, които провокират асоциативното възприемане на стиховете. В персийския език има много думи със силно различаващите се значения. За пример може да се даде думата гохар, която означава скъпоценен камък и същност; или думата шир, която означава мляко и лъв. Включването или повтарянето на подобни думи в едно двустишие дава възможност техните значения да се обиграват, обединяват или противопоставят. Така Хафез успява с текста само на един бейт да предизвика алюзия, да внуши сравнение, да създаде алегория.
Газелата на Хафез е характерна със специфично структурирано съдържание. Тя се състои от бейтове, всеки от които представлява завършена мисъл или тема. Всеки бейт може да се възприема като отделен афоризъм, който няма очевидна логическа връзка с предходния или следващия. Но газелата не е фрагментарно произведение и за да бъде разбрана в нейната цялостност необходими са определени знания и емоционални усилия. Връзката между бейтовете съществува – тя е индиректна, тънка, асоциативна. Тя се извежда не от контекста на стихотворението, а от контекста на персийската култура – историческия, митологичния, религиозния. Преминавайки от един бейт към следващия и създавайки свои асоциативни връзки между тях читателят изминава един път, който може и да не съвпада с този, начертан от поета. На практика всеки има своя прочит и именно това прави поезията на Хафез толкова близка и завладяваща. Читателят възприема стиховете съобразно своята емоционалност, житейска история и моментното състояние на душата.
За да се разбират газелите на Хафез в пълната им дълбочина, трябва да се познава символиката на суфизма, широко застъпена в неговата поезия. Ако знае тайното значение, кодирано в обикновените думи, читателят е в състояние да открие не един смисъл, а няколко – от най-повърхностния до дълбоко мистичния. Това например се отнася до тълкуването на често срещаната тема за любовта. На пръв поглед в стиховете може да се види само признанието на поета в любов. Но за запознатия със суфийската символика е ясно, че става дума за стремеж да се опознае Бог, тъй като точно това се разбира по думата „любов“, а „възлюблената“ или „възлюбленият“ е самият Бог. Друг пример е фразата „Донеси ми ветре аромата на нейния дом“ – тук „дом“ е Божият свят, а „аромат“ е диханието на Бога. Но въпреки присъствието на мистическите образи в поезията на Хафез, съществуват съмнения той самият да е суфист. 
Поетическият герой на Хафез е ринд – гуляйджия-скитник, олицетворяващ бунтарство и свободен дух. Ринд по душа е предан на Бога, но не води аскетичен образ на живот, а се наслаждава на вино и обича веселие. Образът на ринд, човек свободен от предразсъдъци, се противопоставя на всичко лъжовно, ограничено, злобно и егоистично. В поезията на Хафез той е положителният герой, който не намира разбиране в обществото и се отхвърля от него. Чрез него поетът осмива лицемерието и алчността и изразява мечтата си за друго устройство на обществото.
В оригинал стиховете на Хафез са извънредно мелодични. Те притежават дълбока хармония, обединяваща звученето и поетичните образите. Газелите са многозначни, богати на символика, пълни с тънки внушения, поради което диванът е много популярен в Иран като книга за пророчества и гадаене. Темите на лирическите газели са вечни – за любовта, приятелството, виното, красотата, розите, които я символизират. Сатиричните газели отразяват отношението му към събитията и личностите от неговото време. Стиховете на Хафез със своята ритмичност, красота на езика и универсални етични оценки са много популярни в съвременната ираноезична среда и са широко известни сред всички слоеве на обществото.

## Поезията на Хафез в Европа
Навлизането в Европа на персийската поезия и в частност на поезията на Хафез е съпроводено със спорове около нейната същност, нейното тълкуване и съответно около начина на нейното превеждане. Причината за дискусиите е свързана с персийската поетическа традиция, която в значителна степен се развива като инструмент на мистици – техните послания са облечени в лирическа стихотворна форма, при което всяка фраза или дума са натоварени с допълнителен мистически оттенък или подтекст. И докато някои персийски поети се опитват да избегнат тази двойственост на поетическия език, Хафез я приема и съчетава по един съвършен начин суфийската символика с лирическата образност. Именно това тяхно обединяване в един текст превръща превеждането на газелите в един сложен процес. Дали основното послание е мистическо, лирическо или включва и двете – преводачът трябва да го определи и да намери адекватното езиково съдържание, задача невинаги възможна и невинаги успешно решавана. Превеждането се усложнява още повече поради играта с думи и липсата на директна логическа връзка между отделните бейтове на газелата.

### Хафез на английски език
Първият превод на английски език е направен от филолога Уилиам Джоунс (William Jones) през 1771 г. на газелата „Торке Шираз“. Преводите са два – прозаичен и стихотворен, като нито единият от тях не се смята за сполучлив. През XIX в. интересът към поезията на Хафез нараства и се правят различни преводи – подстрочни, художествени в проза и римувани. Появяват се удачни преводи в ритмическа проза. По това време има опити газелите да се превеждат, като се запазват римата и стъпката на оригинала. Използвайки този начин единствено Уолтер Лийф (Walter Leaf) успява да запазва поетичните характеристики на оригинала, без да жертва точността на превода. Появяват се също преводи, които са със стихотворни стъпки, характерни за английската поезия, но те се подлагат на критика, защото са в противоречие с ориенталската поетическа традиция. Този подход най-сполучливо прилага Гертруд Белл (Gertrude Margaret Lowthian Bell), която постига много ясни, мелодични и точни преводни версии. През XX в. някои преводачи, водени от нежеланието да налагат чуждата стихотворна форма върху класическата персийска газела, се обръщат към свободния (белия) стих. Но за най-сполучливи се смятат така наречените творчески преводи, които макар да са по-скоро имитации на Хафез, успяват да предадат същността на неговата поезията. Прочути автори на такива подражания са Елизабет Бриджъс (Elizabeth Bridges) и Бейзил Бънтинг (Basil Bunting). 

### Хафез на немски език
На немски език диванът на Хафез се превежда за първи път от австрийския ориенталист и дипломат Йозеф фон Хамер-Пургщал (Joseph von Hammer-Purgstall). Той се запознава с поезията на Хафез по време на своя престой в Константинопол, където изучава неговите преводи на турски език. Хамер превежда 576 газели, 6 маснави, 2 касиди, 44 кита и 72 рубаи. Публикацията на преводите започва през 1812 г., цялото издание е в два тома и е едно от най-пълните на немски език. Работата на Хамер се смята за изключителна както поради качеството на превода, така и благодарение на многобройните пояснителни бележки.
След Хамер пълни преводи на поезията на Хафез се правят от немския езиковед Херман Брокхаус (Hermann Brockhaus) и от австрийския ориенталист и дипломат Винценц фон Розенцвайг (Vinzenz Rosenzweig von Schwannau). И двата превода се издават в 3 тома и излизат през периодите 1854 – 1858 (на Брокхаус) и 1858 – 1864 (на Розенцвайг). Преводът на Розенцвайг се явява основа на много съвременни немски изследвания на Хафез.
Един от най-хубавите преводи, правен през XIX в. и който продължава да се преиздава, излиза из под перото на Фридрих Рюкерт (Friedrich Rückert) – поет, преводач и основател на ориенталистиката в Германия. Той предава изяществото на оригинала, като успява да следва стихотворната форма на газелите, тяхната стъпка и рима. Тези преводи успешно демонстрират и метафоричния език на Хафез. Много е популярен също и сборникът с избрани газели, преведени от Георг Даумер (Georg Friedrich Daumer) и издадени през 1846 г.
Преводи на Хафез се правят и през XX в.

#### Хафез и Гьоте
В немската литература името на Гьоте (Johann Wolfgang von Goethe) е тясно свързано с името на Хафез. Гьоте се запознава с превода на фон Хамер през 1814 г. и, силно впечатлен от поезията на Хафез, започва нейно интензивно изучаване. Газелите вдъхновяват Гьоте и в течение на няколко години той създава цикъл поеми, който нарича „Западно-източен диван“. Произведението е публикувано през 1819 г. и с тази своя работа Гьоте привлича интереса на немските учени към творчеството на Хафез и стимулира неговото изучаване. Като резултат в Германия до 1880 г. излизат още осем превода на дивана на Хафез.
Възхищението на Гьоте от поезията на Хафез днес се оценява като пример за преодоляване на времеви, географски, културни и религиозни граници между Запада (Оксидент – според лексиката на Гьоте) и Ориента. В германския град Ваймар има паметник, който се нарича Гьоте-Хафез и представлява два каменни стола, разположени един срещу друг. Композицията асоциативно се възприема като беседа между два велики поета, а фактът, че двата стола са издялани от един гранитен блок, символизира тяхната духовна близост. Върху постамента са изписани стихове на оригиналния им език. Паметникът е символ на толерантност между културите и е открит през 2000 г. от президентите на Иран и Германия по повод обявената от ЮНЕСКО Международна Година на Диалог между Културите.

### Хафез на руски език
В Русия запознаването с Хафез става благодарение на учен-ориенталист Осип Сенковский , който през 1820 г. публикува статия, посветена на дивана на Хафез и три газели, преведени от турската версия на Суди. Тези преводи са в проза, но и това е достатъчно, за да предизвикат интерес у редица руски поети и преводачи. Първият превод от персийски език се прави по-късно от Дмитрий Ознобишин, чиито преводи на класическите персийски поети се ползват с известност в литературните кръгове по онова време. Предполага се, че именно чрез тях великият руски поет Пушкин се запознава с газелите на Хафез. Пушкин прави препратка към Хафез и използва прийомите на източната поезия в своето стихотворение „Из Гафиза“. Интерес към източната поезия и в частност към поезията на Хафез проявява и известният съвременник на Пушкин – поетът декабрист Вилхелм Кюхелбекер. Друг съвременник и също декабрист, Александър Бестужев, превежда няколко стихотворения на Хафез на руски език, за пет от които използва немски източници, а два са от персийски.
През втората половина на XIX в. особено значим принос в изучаването и популяризирането на Хафез в Русия има поетът Афанасий Фет. Той посвещава голяма част от своето творчество на газелите на Хафез и прави свободни преводи, използвайки немски източници. Тези преводи се разглеждат по-скоро като имитации или подражание, но много добре възпроизвеждащи философията, поетическите похвати и темите на Хафез.
Образът на поета–скитник създаден от Хафез и философията му намират силен отклик в руската литературна среда. През 1906 г. група писатели и поети образуват общество, наречено „Приятелите на Хафез“ („Друзья Гафиза“). Те организират „вéчери на Хафез“ („вечера Гафиза“), които протичат по предварително подготвени програми и освен свободното общуване включват четене на поезия, свирене на музика, обсъждане на различни теми. Това общество съществува само една година, но интересът към поезията на Хафез не намалява до 30-те години на XX в. През това време излизат много негови преводи, сред които особено място принадлежи на сборника „Нов Хафез“ („Новый Хафиз“) на поетите Борис Лапин и Захар Хацревин. Те включват в него не само преводите на газелите на Хафез, но и свои стихове. С характерните за газелите теми – осмиване на лицемерие, неподчинение на религиозните догми, свободомислие – тези автори изразявят своето отношение към процесите, протичащи по това време в Средна Азия. От поетическото наследие на Хафез се интересуват големите русски поети – Сергей Есенин, Валерий Брюсов, Николай Гумильов. Те използват в своето творчество неговите образи, похвати и дори името. Анализът на руската поезия от тази епоха показва, че за нейните автори Хафез олицетворява не само персийската газела, но и самия Ориент.

### Хафез на български език
За разлика от другия световноизвестен персийски поет Омар Хайям, който е превеждан многократно от големите български поети, Хафез е познат на българската публика само в преводите на поета Йордан Милев. В България първият сборник с газелите на Хафез излиза през 1969 г.

## Хафез и музика
Преди и по времето на Хафез музикалните направления, които са характерни за изпълнение на песни, са четири: две за пеене на арабски поеми, една за пеене на рубаи на арабски или на персийски език и газела за пеене на персийски стихове. Според редица иранисти думата „газела“ означава музикално изпълнение на поетичен текст. Предполага се, че Хафез пише стиховете си, съзнавайки, че те могат да бъдат изпълнявани като песни. В уводните бележки към дивана на Хафез, който се появява след смъртта му, но не по-късно от 1421 г., се посочва, че още през неговия живот газелите му достигат до Индия, Средна Азия, западен Иран и Азербайджан. Смята се, че бързината на тяхното разпространяване се дължи на музикалното им изпълнение – начин на представяне, който осигурява лесно популяризиране на поезия. Изследователите на газелите на Хафез намират допълнително потвърждение за тяхната музикална насоченост в честото използване на лексика, описваща музикално звучание, музикални инструменти, изпълнение на певци и други.
Изпълненията на газелите на Хафез са широко застъпени в репертоара на традиционната персийската музика. През XIX в. дори се дават насоки, определящи какви газели, в какъв стил, по кое време на деня и къде могат да бъдат изпълнявани по най-добрия начин. В съвременен Иран музиката, вдъхновена от газелите на Хафез, се пише от много композитори, а песните се изпълняват от популярните представители на класическото вокално изскуство. Иранското радио през втората половина на XX в. става инициатор на първите аудиозаписи на тези музикални изпълнения. Сега стиховете на Хафез се пеят освен в традиционния стил също и във фолк и поп формат.
За първи път европейската публика се запознава с музикалното изпълнение на поезията на Хафез благодарение на образците, събрани и представени в Кьолн през 1890 г. от Нина Розен, съпруга на немски дипломат и ориенталист Фридрих Розен. В днешно време тази музика се изучава и се популяриза от етномузиколози, един от които е известният френски изследовател и музикант Жан Дюринг (Jean During).

### Хафез в европейската музика
В Европа песните по стиховете на Хафез следват класическите музикални традиции на Запада. Те се появяват през XIX в. и тези от тях, които са изпълнявани само в частни салони, са запазени като ноти за глас и пиано. Песните, които са част от репертоарите на професионалните певци, са съхранени чрез аудиозаписи. Немскоезичните музиканти се вдъхновяват най-вече от преводите на Даумер и „Западно-Източния Диван“ на Гьоте и пишат своите произведения върху тези текстове. Списъкът на композиторите е дълъг и сред тях са такива големи имена като Йоханес Брамс (Johannes Brahms – Op. 32), Рихард Щраус (Richard Strauss – Op. 77)). Върху немските преводи пише и полския композитор Карол Шимановски (Karol Szymanowksi – Op. 24). Преводите на Хафез на другите езици служат като източници за американски, датски и руски композитори. Традицията да се пишат песни по текстовете на Хафез продължава и през XX в., когато се създават разнообразни произведения както за солово, така и за женско и мъжко хорово изпълнение. През този век към преводите на Хафез, върху които се пишат вокалните произведения, се добавят стиховете на исландски език, към които се обръща големият исландски композитор Йон Лейфс (Jón Leifs – Op. 63). Едно от последните произведения по стиховете на Хафез през XX в. е на музикалния педагог и композитор Франко Донатони (Franco Donatoni), който включва италианския превод на някои от тях в своите „Арии за женски глас и оркестър“ („Arie per voce femminilie e Orchestra“).

## Гадаене по Хафез
В Иран от векове съществува традицията да се обръща към стиховете на Хафез, когато някой е на кръстопът, има житейски трудности или търси решение на по-фундаменталните въпроси на битието. В дивана на Хафез се търси отговор, съвет и пророчество. Процесът на гадаене се реализира по следния начин: книгата се отваря на случайно място; първият ред, на който падне погледът, дава отговора на въпроса; останалата част на стихотворението дава допълнителни обяснения или указания.